# Pozděchov
Pozděchov är en ort i Tjeckien.   Den ligger i regionen Zlín, i den östra delen av landet, 270 km öster om huvudstaden Prag. Pozděchov ligger 491 meter över havet och antalet invånare är 574.
Terrängen runt Pozděchov är huvudsakligen kuperad, men västerut är den platt. Terrängen runt Pozděchov sluttar västerut. Runt Pozděchov är det ganska tätbefolkat, med 83 invånare per kvadratkilometer. Närmaste större samhälle är Vsetín, 12,1 km norr om Pozděchov. Omgivningarna runt Pozděchov är en mosaik av jordbruksmark och naturlig växtlighet.